# Ashrita Furman
Ashrita Furman, född 16 september 1954 i Brooklyn, New York, är en amerikan som har satt en mängd världsrekord till Guinness Rekordbok. Han satte sitt första rekord 1979 och har sedan dess satt 368 världsrekord.

### Fotnoter
1. ↑  Česko-Slovenská filmová databáze, 2001, ČSFD person-ID: 102333.[källa från Wikidata]
2. ↑  Ashrita Furman (www.imdb.com)
3. ↑  All Records | www.ashrita.com  Arkiverad 22 november 2012 hämtat från the Wayback Machine.
4. ↑  NY Daily News - Mass poetry recitation gets Ashrita Furman his 100th simultaneous Guinness World Record.
5. ↑  The Ultimate Guinness Record Is the Record for Records. Arkiverad 3 december 2013 hämtat från the Wayback Machine.- The Wall Street Journal